# Enfermedad no transmisible

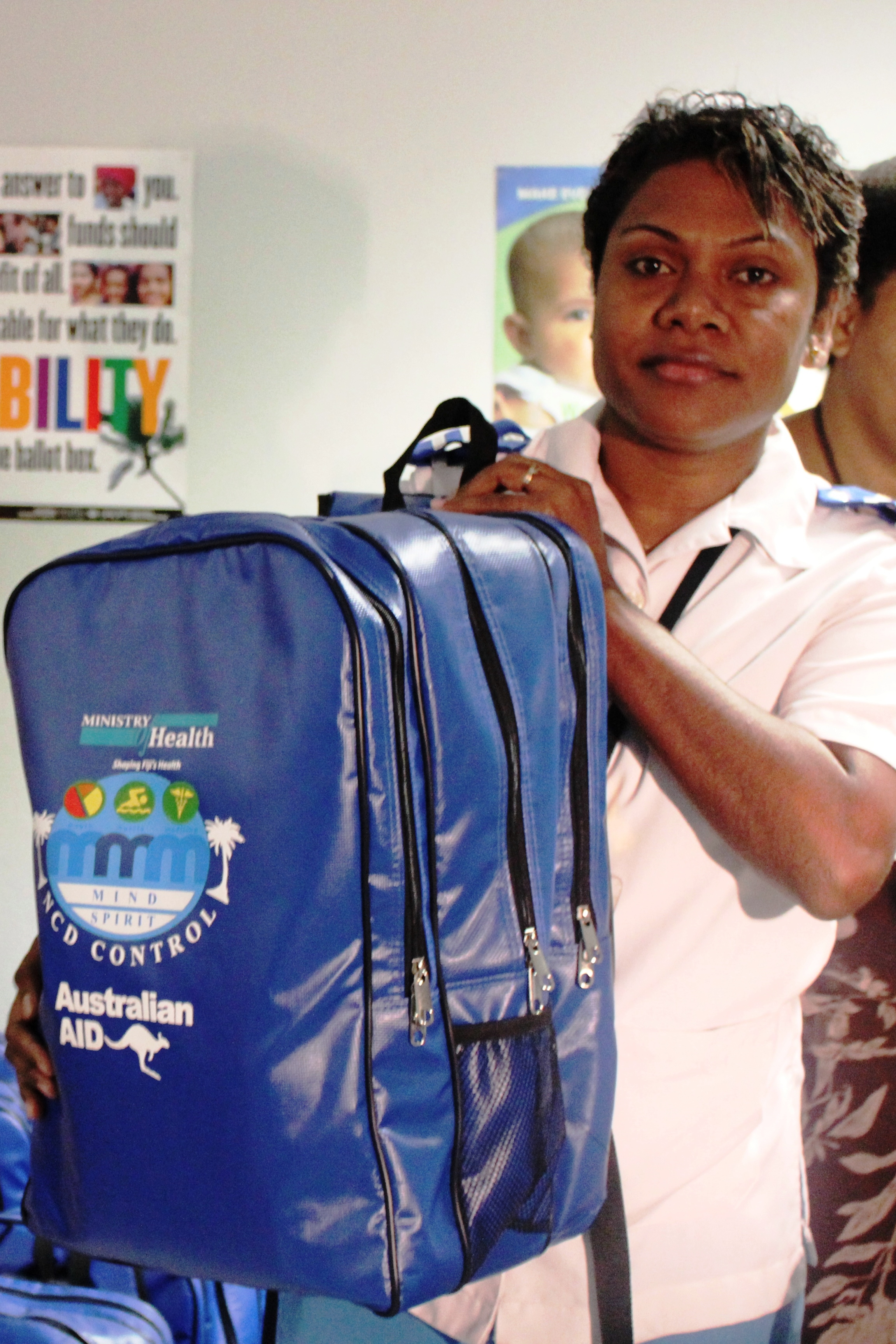
Una enfermera con un kit de enfermedades no transmisibles en Fiji. En la parte inferior del logo se aprecia la frase NCD Control, en español "Control de ENTs".

Una enfermedad no transmisible  es una condición médica o enfermedad considerada no infecciosa. Las enfermedades no transmisibles pueden referirse a enfermedades crónicas, las cuales duran largos períodos de tiempo y que progresan lentamente. A veces, las ENTs culminan con muertes rápidas como en el caso de las enfermedad autoinmunes, enfermedades cardiovasculares, derrame cerebral, cáncer, diabetes, insuficiencia Renal Crónica, osteoporosis, enfermedad de Alzheimer, cataratas, entre otras. Aunque a veces se usan (incorrectamente) como sinónimo de enfermedad crónica, las ENT se distinguen solo por su causa no infecciosa, no necesariamente por su duración.
Las ENTs son la causa principal causa de muerte a nivel global. En 2012 causaron 68% del total de muertes (38 millones) de ese año, un aumento de 8% comparado con la tasa de mortalidad del año 2000. Alrededor de la mitad de las defunciones estuvieron por debajo de los 70 años y la mitad eran del sexo masculino
. Las ENTs, se deben en gran medida a cuatro factores de riesgo conductuales que se han afianzado de forma generalizada como parte de la transición económica, los rápidos procesos de urbanización y los modos de vida del siglo XXI: el consumo de tabaco, las dietas malsanas, la inactividad física y el uso nocivo del alcohol. Algunos factores de riesgo como el estilo de vida, el medio ambiente y los antecedentes familiares de la persona aumentan la probabilidad de ciertas ENTs. Cada año al menos 6 millones de personas mueren por causas relacionadas al consumo de tabaco y unos 2.8 millones a causa de las complicaciones causadas por el sobrepeso. El colesterol alto causa unas 2.6 millones de muertes y 7.5 millones a causa de hipertensión.

## Factores de riesgo
Factores de riesgo tales como los antecedentes de salud de la persona; su estilo de vida y el medio ambiente pueden aumentar las probabilidades de ciertas enfermedades no transmisibles. Entre estas destacan la edad, el género, genética, exposición a contaminación atmosférica; y comportamientos como fumar, dietas malsanas e inactividad física, las cuales pueden causar hipertensión y obesidad, y por ende aumentando así el riesgo de contraer otras ENTs. La mayoría de las ENTs son consideradas como prevenibles debido a que son causadas por factores de riesgo modificables.
El Informe Mundial de la Salud de 2002 de la Organización Mundial de la Salud World Health Report 2002 identificó cinco importantes factores de riesgo para las diez ENTs con más muertes. Estos son hipertensión, colesterol alto, uso de tabaco, consumo de alcohol y sobrepeso. Otros factores de riesgo incluyen las condiciones sociales y económicas de la persona.

## Enfermedades ambientales
Las ENT incluyen muchas enfermedades ambientales cubriendo una gama de enfermedades evitable e inevitables, causadas por factores externos, como luz solar, nutrición, contaminación, y elecciones en el estilo de vida. Las enfermedades de la civilización son enfermedades no infecciosas con causas ambientales. Algunos ejemplos son:
- Muchos tipos de enfermedades cardiovasculares.
- Enfermedad pulmonar obstructiva crónica (EPOC)[4] causada por fumar tabaco.
- Diabetes mellitus tipo 2.
- Lumbalgia causada por el sedentarismo o la falta de ejercicio.
- Malnutrición como resultado de una dieta desequilibrada, en la cual hay nutrientes que faltan, o de los cuales hay un exceso, o cuya ingesta se da en la proporción errónea.[5]
- Cáncer de piel causado por la radiación del sol.
- Obesidad.

### Enfermedades genéticas
véase también : Enfermedades genéticas
Las enfermedades genéticas son causadas por errores en la información genética que producen enfermedades en las personas afectadas. El origen de estos errores genéticos pueden ser:
Errores espontáneos o mutaciones en el genoma.
- Un cambio en el número de cromosomas como Síndrome de Down.
- Un defecto de un gen causado por una mutación, como la fibrosis quística.
- Un incremento en la cantidad de información genética, como el quimerismo o la heterocromía.

La fibrosis quística es un ejemplo de una enfermedad heredada que es causada por la mutación de un gen. El gen defectuoso afecta al movimiento normal del cloruro de sodio de dentro y fuera de las células. El gen es recesivo, esto significa que una persona debe tener dos copias del gen defectuoso para desarrollar la enfermedad. La fibrosis quística afecta al sistema respiratorio, digestivo y al sistema reproductivo además de a las glándulas sudoríparas.

## Salud mundial

Carga total de morbilidad por enfermedades no transmisibles, medida en AVAD (años de vida ajustados por discapacidad) por año (datos: IHME, Global Burden of Disease)

Es conocida como las enfermedades de la civilización, porque la mayoría son enfermedades prevenibles, las causas más comunes para las enfermedades no transmisibles (ENT) incluyen tabaco, abuso de alcohol, mala alimentación (alto consumo de azúcar, sal, grasas saturadas y ácidos grasos trans) e inactividad física. Actualmente las ENT mata a 36 millones de personas al año, un número estimado que espera aumentar en un 17-24% en la próxima década.
Históricamente, muchas de estas enfermedades estaban asociadas con el desarrollo de la economía y eran llamadas “enfermedades de la civilización”.
El peso de estas enfermedades no transmisibles ha crecido en los países desarrollados, sin embargo, con un estimado 80% de los cuatro tipos principales de ENT - enfermedades cardiovasculares, cáncer, enfermedades respiratorias crónicas y diabetes- ahora está ocurriendo en los países de ingresos bajos y medianos. Un nuevo reporte estima que las muertes causada por las ENT están en aumento, afectando más a los países desarrollados. Tal como se ha indicado anteriormente, sólo en 2008, estas enfermedades fueron las causantes del 63% de las muertes en el mundo; una cifra que se espera aumentar en un futuro próximo si no se toman medidas.
Si el presente crecimiento se mantiene, para el 2020, las ENT atribuirán un 7 de cada 10 muertes en países desarrollados, haciendo que 52 millones de personas mueran anualmente para el 2030. Con estas estadísticas, no es sorprendente que las entidades internacionales como la Organización Mundial de la Salud y la Red para el desarrollo humano del Banco Mundial han identificado la prevención y el control de estas como un debate de mayor importancia en la agenda de la salud global.

### Naciones unidas
La Organización Mundial de la Salud es la agencia especializada de las Naciones Unidas (ONU) que actúa como autoridad coordinadora en los asuntos de la salud pública internacional, que incluyen las ENT.
Durante la sesión 64 de la Asamblea General de las Naciones Unidas en 2010, una resolución fue aprobada para exigir una reunión de alto nivel de la Asamblea General en la prevención y cuidado con la participación de los jefes de Estado y de Gobierno.

### Red mundial de enfermedades no transmisibles
Para coordinar los esfuerzos alrededor del mundo, en 2009 la OMS (organización mundial de la salud) anunció el lanzamiento de una red global de enfermedades no transmisibles. Esta consistiría en liderar organizaciones de la salud y expertos de todo el mundo para luchar contra estas enfermedades, como el cáncer, enfermedades cardiovasculares y diabetes. Ala Alwan, la subdirectora general de enfermedades no transmisibles y salud mental en la OMS, afirmó: “integrar la prevención de estas enfermedades y lesiones en el desarrollo global y nacional es no sólo posible sino que también es una prioridad para los países en desarrollo.

### La Alianza de las ENT
La alianza de las enfermedades no transmisibles es un acuerdo global que fue fundado en mayo del 2009 por cuatro federaciones internacionales representando enfermedades cardiovasculares, diabetes, cáncer y enfermedades respiratorias. La alianza de las ENT reúne aproximadamente a 900 miembros de asociaciones nacionales para luchar contra estas enfermedades no transmisibles. Los acuerdos a largo plazo de la alianza incluyen:
1. Un mundo libre de tabaco.
2. Un mejorado estilo de vida.
3. Fortalecer los sistemas de salud.
4. Acceso global a una buena calidad y asequibles medicinas y tecnologías.
5. Derechos humanos para personas que padezcan las ENT.

### Equipo de tareas interagencias de la ONU sobre ENT (UNIATF)
El equipo de tareas de la ONU sobre las enfermedades no transmisibles(UNIATF) fue establecida por la secretaría general de las Naciones Unidas en 2013 para proporcionar un aumento a travésde las naciones unidas para apoyar a los gobiernos, en especial los países de ingresos bajos y medianos, para combatir las enfermedades no transmisibles.

### Red de jóvenes investigadores en enfermedades crónicas
La Red de Jóvenes Investigadores en Enfermedades Crónicas, es una red global de aproximadamente 5000 jóvenes profesionales en 157 países. La organización tiene como objetivo movilizar a la gente joven para adoptar medidas contra las injusticias sociales de las enfermedades no transmisibles.

## Economía
Anteriormente, las enfermedades crónicas no transmisibles eran consideradas un problema limitado mayoritario en los países con ingresos medios y altos, mientras que las enfermedades infecciosas aparecían afectar a países con pocos ingresos.
En 2008, las enfermedades crónicas contabilizaron más de un 60% (más de 35 millones) de las 57 millones de muertes mundiales. Dada la distribución de la población mundial, al menos un 80% de las muertes debido a enfermedades crónicas no transmisibles mundiales ocurren ahora en los países de ingresos bajos y medios, mientras que solo un 20% ocurren en países con altos ingresos.
Las economías nacionales parecen sufrir pérdidas significativas debido a muertes prematuras o inhabilidad a trabajar por enfermedad del corazón, derrame cerebral o diabetes. Por ejemplo, China espera perder aproximadamente 558 billones de dólares en presupuesto nacional entre 2005 y 2015 debido a muertes prematuras. En 2005, enfermedades del corazón, derrames cerebrales y diabetes fueron las responsables de una pérdida estimada en dólares internacionales de presupuesto nacional de 9 billones en India y 3 billones en Brasil.

### Absentismo y presentismo
La carga de enfermedades crónicas no transmisibles incluyendo las condiciones de salud mental es considerada en lugares de trabajo alrededor del mundo, debido a los altos niveles de absentismo o la ausencia al trabajo por enfermedades y presentismo o la pérdida de productividad por parte de los trabajadores y el trabajo realizado está por debajo de los niveles normales debido a la mala salud. Por ejemplo, Reino Unido experimentó una pérdida de 175 millones de días en 2006 por la ausencia debido a las enfermedades de la población trabajadora de 37.7 millones de personas. El costo estimado de ausencias debido a las enfermedades fue más de 20 billones de libras en el mismo año. El costo debido a la presencia es probablemente mucho mayor, aunque los métodos para analizar los impactos económicos de presentismo están siendo desarrollados. Los métodos para analizar los distintos impactos de las enfermedades no transmisibles del trabajo frente a otro tipo de condiciones de salud están siendo desarrolladas también.

## Enfermedades más importantes

### Cáncer
Artículo principal: cáncer
Para la inmensa mayoría de cáncer, los factores de riesgo son ambientales o relacionados con el estilo de vida, de este modo el cáncer es mayoritariamente una enfermedad no transmisible evitable. La mayoría del 30% de cáncer es prevenible mediante evitar factores de riesgo como: tabaco, sobrepeso u obesidad, baja ingesta de frutas y verduras, inactividad física, alcohol, infecciones de origen sexual y contaminación del aire. Los agentes infecciosos son responsables de algunos cánceres, por ejemplo casi todos los cánceres cervicales son causados por el virus del papiloma humano.

### Enfermedades cardiovasculares
Artículo principal: enfermedades cardiovasculares
Los primeros estudios cardiovasculares se llevaron a cabo en el 1949 por Jerry Morris usando datos de salud laboral y fueron publicados en el 1958. Las causas, prevenciones y/o tratamientos de todas las formas de enfermedades cardiovasculares permanecen campos activos en la investigación biomédica, con cientos de estudios científicos siendo publicados con frecuencia semanal. Esta tendencia apareció, particularmente a principios del 2000, en cuyos numerosos estudios se ha revelado un enlace entre la comida basura y un aumento en enfermedades del corazón. Estos estudios incluyen aquellos llevados a cabo por la institución de investigación de Ryan Mackey, la Universidad de Harvard y el centro de salud cardiovascular de Sídney. Muchas de las cadenas de comida rápida, particularmente McDonald’s, han protestado los métodos utilizados en estos estudios y han respondido con opciones de menú más saludables.

### Diabetes
Artículo principal: diabetes
Diabetes mellitus de tipo 2 es una condición crónica la cual es evitable en gran medida y manejable pero difícil de curar. La gestión de esta condición se concentra en mantener el nivel de azúcar en sangre tan cerca de lo normal como sea posible, sin presentar peligro para el paciente. Esto suele estar acompañado de una dieta, ejercicio y un uso apropiado de medicamentos (insulina solo en el caso de la diabetes mellitus tipo 1. Las medicaciones por vía oral se usan en caso de diabetes tipo 2, al igual que la insulina).
La educación del paciente, en entender y participar es vital desde que las complicaciones de diabetes son bastante menos comunes y menos severas en personas que tienen bien controlados los niveles de azúcar en sangre. Más problemas de salud podrían acelerar los efectos perjudiciales de la diabetes. Estos incluyen el fumar, elevado nivel de colesterol, obesidad, alta presión en sangre y poco ejercicio físico.

### Enfermedad renal crónica
Artículo principal: enfermedad renal crónica
Aunque la enfermedad renal crónica (ERC) actualmente no es considerada como el principal objetivo de las ENT, hay pruebas concluyentes que las ERC no sólo son comunes, perjudiciales y tratables pero además un factor contribuyente a la incidencia y resultados de al menos tres de las enfermedades dirigidas por las ENT (diabetes e hipertensión). Asimismo, entre personas con diabetes, hipertensión, el subconjunto que también padecen de las ERC tienen el riesgo más alto de riesgos adversos y altos costes sanitarios. De esta manera, las diabetes y las enfermedades cardiovasculares son condiciones asociadas que la mayoría del tiempo coexisten; comparten factores de riesgo comunes y tratamientos.